# Рыбальский, Николай Григорьевич
Николай Григорьевич Рыбальский (родился 2 апреля 1953, Узловое, Калининградская область, СССР) — российский эколог, публицист, издатель, журналист, доктор биологических наук, профессор факультета почвоведения МГУ им. М. В. Ломоносова, первый вице-президент РЭА, член Общественного совета при Росгидромете.
Главный редактор газеты «Природно-ресурсные ведомости» и бюллетеня «Использование и охрана природных ресурсов в России», директор Национального информационного агентства «Природные ресурсы».

## Биография
Родился в п. Узловое Краснознаменского р-на Калининградской области 2 апреля 1953 года. В 1975 году с отличием окончил кафедру биологии почв почвенного отделения биолого-почвенного факультета МГУ. В 1978 году получил диплом «патентоведа». В 1980 году на факультете почвоведения МГУ (организованном 10 апреля 1973 на базе отделения биолого-почвенного факультета) защитил кандидатскую диссертацию на тему «Микробиологическое состояние дерново-подзолистой почвы при использовании минеральных удобрений и извести».
С 1981 — старший научный сотрудник, заведующий сектором биологии, биотехнологии и экологии ВНИИ государственной патентной экспертизы Госкомизобретений СССР.
В 1990 году защитил диссертацию на соискание учёной степени доктора биологических наук по специальностям «биотехнология» и «гражданское право» на тему: «Информационные модели биотехнологических объектов и разработка эффективных подходов к защите биотехнологических изобретений».
В 1991 году окончил Академию народного хозяйства при Правительстве СССР.
С мая 1991 года — начальник Главного управления науки Госкомприроды СССР. С 1992 года — заместитель Министра охраны окружающей среды и природных ресурсов Российской Федерации (курировал вопросы экологической безопасности — биологической, химической, радиационной; экологические исследования и программы; информационное обеспечение природоохранной деятельности). При его непосредственном участии были разработаны и реализованы первая экологическая научно-техническая программа «Экология России» (1992) и Федеральная целевая комплексная программа «Экологическая безопасность России» (1993—1995).
С 1994 года организовал и возглавил (гендиректор) Российское экологическое федеральное информационное агентство (РЭФИА) Минприроды России, одновременно исполняя обязанности директора Национального выделенного Центра Программы ООН по окружающей среде (ЮНЕП) — ИНФОТЕРРА, Центра по распространению экологической информации, организованного на базе РЭФИА.
В 1997 году создал и возглавил Автономную некоммерческую организацию Национальное информационное агентство «Природные ресурсы». Был (1997—2004 гг.) шеф-редактором и издателем Всероссийской экологической газеты «Спасение».
В разные годы был членом: коллегии Минприроды России, Межведомственного совета безопасности России по экологической безопасности, Межведомственной комиссии по экологическому образованию, секции «Промышленные технологии» НТС Минпромнауки России, коллегии Москомприроды, Комиссии по природопользованию и охране окружающей среды Экспертного совета при Полномочном представителе Президента в Центральном федеральном округе, Учёного совета Всероссийского института научной и технической информации, главной редакции Национального атласа России; зам. председателя редакционной коллегии тома 2 «Природа. Экология» Национального атласа России. До ликвидации Федерального экологического фонда России был членом его Правления.
Наряду с административной и интенсивной научной деятельностью вёл активную общественную работу — организатор и главный редактор Всероссийской газеты «Природно-ресурсные ведомости» (с 1997), научно-информационного и проблемно-аналитического бюллетеня «Использование и охрана природных ресурсов в России» (с 1998), научно-теоретического журнала «Век глобализации», национального портала «Природа России» (с 1998), член редколлегии вестника «Экологическое образование в России», научно-практического журнала «Экоаудит и проблемы экологической безопасности», журнала «ЭКОREAL», журнала «Региональная экология», член главной редакции «Национального атласа России», первый вице-президент Российской экологической академии, заместитель Верховного атамана Международного казачьего экономического союза, член Общественного совета Федеральной службы по гидрометеорологии и мониторингу окружающей среды, НТС Минприроды России, Центрального совета Общества почвоведов им. В. В. Докучаева, член отделения экологии Научно-консультативного совета Парламентского собрания Союза Беларуси и России.

## Научно-просветительская и образовательная деятельность
Опубликовал более 650 работ по патентоспособности объектов биологии, биотехнологии и экологии, актуальным проблемам охраны окружающей среды и природопользования, в том числе монографии, справочники, атласы, доклады, брошюры и т. п. Подготовил более десятка учебных пособий. Опубликовал более 250 статей публицистического характера.
Организатор ряда Всероссийских природоохранных конкурсов среди школьников и населения. В течение ряда лет был Председателем Государственной экзаменационной комиссии (ГАК) Московского государственного открытого университета им. М. А. Шолохова и Председателем Государственной аттестационной комиссии факультета почвоведения МГУ им. М. В. Ломоносова, профессором кафедры земельных ресурсов и оценки почв факультета почвоведения МГУ им. М. В. Ломоносова, читал курс «Информационное обеспечение природоохранной и природно-ресурсной деятельности».

## Награды
- Лауреат премии Московского комсомола (1983);
- Золотая медаль Brussels Eutera (1994);
- Лауреат конкурса Союза журналистов России (2001);
- Медаль «300 лет Горно-геологической службе»,
- Почетный работник охраны природы (2003),
- Лауреат премии им. А. Н. Косыгина (2004).
- Лауреат премии Правительства РФ в области науки и техники.
- Памятные медали «65 лет освобождения Брянской области» (2008) и «70 лет освобождения Брянской области» (2103).
- Лауреат Национальной экологической премии (2013).
- Нагрудный знак «Орден В. И. Вернадского» (2013) и медаль «150 лет со дня рождения В. И. Вернадского» (2014).
- Почётные грамоты и памятные знаки.